# Hello Kitty: Super Style!
Hello Kitty: Super Style! est une série télévisée d'animation 3D américano-franco-italienne en 26 épisodes de 11 minutes et produite par Watch Next Media, Monello Productions et Maga Animation Studio et diffusée depuis le 7 décembre 2022 sur Amazon Kids+ en États-Unis.
En France, la série est diffusée depuis le 4 septembre 2023 sur Canal+ Kids, puis sur Piwi+ à partir du 6 avril 2024.
Par la suite, elle est diffusée en clair à partir du 7 septembre 2024 sur M6 dans l'émission M6 Kid. Au Canada, elle est diffusée sur Télémagino.

## Synopsis
Les aventures de Kitty, une petite fille joyeuse et chaleureuse, quand les amis ont des problèmes elle devient stylée (cuisinière, exploratrice, détective, etc.) et aussi des nouveaux personnages.

## Distribution

### Voix originales
- Sarah Williams : Kitty
- Kaycie Chase : Haroshi
- Cenophia Mitchell : Keroppi
- Kara Edwards : Pinky, Zing
- Lindsay Sheppard : Frido, Rio
- Nicholas Andrew Louie : Zonty
- Kaylin Lee Clinton : Timber, Tuck, Tulipe
- Gary Mack : ?

### Voix françaises
- Marion Aranda : Kitty
- Marie Nedelec : Pinky, Zing
- Céline Esperin : Frido, Podo
- Aurelie Babled : Timber, Tuck, Tulipe
- Benjamin Lhommas : Badtz-Maru, Nori
- Benjamin Carlier : P.I, DB
- Bastien Bourlé : Zonty, Vastus
- Jason Rolland : Rio, Keroppi
- Kaycie Chase : Haroshi
- Version française
  - Société de doublage : I Love my prod
  - Direction artistique : Marie Bureau
  - Adaptation : Elise An

## Liste des épisodes
1. Boulettes sur roulettes
2. Les comètes de l'amitié
3. Une athlète en or
4. Les aventuriers de la couronne perdue
5. Les trois petits castors
6. Abrakeroppi !
7. L'abominable voleur de guimauves
8. Un smoothie trop pressé
9. Frido met la main à la pâte
10. Une lumière dans la nuit
11. La soirée jeu
12. Trop de Frido
13. La surprise de Pinky
14. Le bracelet maudit
15. Zing et le tournesol géant
16. Le chapeau disparu
17. Frido rétrécit
18. L'effet papillon
19. Le règne de Badtz-Maru
20. Rio le casse-cou
21. Au revoir Kitty
22. Le smoothie du chef
23. La porte légendaire
24. Potes à pizza
25. Le match de foot
26. Super Badtz